# Masal
Māsāl (farsi ماسال) è il capoluogo dello shahrestān di Masal, circoscrizione Centrale, nella provincia di Gilan. Aveva, nel 2006, una popolazione di 10.992 abitanti.